# Alexandre Baptista
José Alexandre da Silva Baptista  (Barreiro, Portugal, 17 de febrero de 1941-3 de marzo de 2024), más conocido como Alexandre Baptista, fue un futbolista portugués que jugaba como defensa. 
Terminó de estudiar economía mientras jugaba al fútbol.

## Selección nacional
Fue internacional con la selección portuguesa en once ocasiones. Formó parte del equipo que obtuvo el tercer lugar en la Copa del Mundo de 1966.

### Participaciones en Copas del Mundo
| Mundial                        | Sede       | Resultado    | Partidos | Goles |
| ------------------------------ | ---------- | ------------ | -------- | ----- |
| Copa Mundial de Fútbol de 1966 | Inglaterra | Tercer lugar | 5        | 0     |

## Clubes
| Club        | País     | Año       |
| ----------- | -------- | --------- |
| Sporting CP | Portugal | 1960-1971 |

## Palmarés

### Campeonatos nacionales
| Título           | Club        | País     | Año  |
| ---------------- | ----------- | -------- | ---- |
| Primeira Divisão | Sporting CP | Portugal | 1962 |
| Copa de Portugal | Sporting CP | Portugal | 1963 |
| Primeira Divisão | Sporting CP | Portugal | 1966 |
| Primeira Divisão | Sporting CP | Portugal | 1970 |
| Copa de Portugal | Sporting CP | Portugal | 1971 |

### Copas internacionales
| Título           | Club        | Sede              | Año  |
| ---------------- | ----------- | ----------------- | ---- |
| Recopa de Europa | Sporting CP | Amberes (Bélgica) | 1964 |

## Condecoraciones
| Distinción                                           | Año  |
| ---------------------------------------------------- | ---- |
| Medalla de Plata de la Orden del Infante Don Enrique | 1966 |